# اندیس کرومیت مختارآباد
کرومیت مختارآباد یک اندیس فلزی است که در حوالی شهر رامک استان سیستان و بلوچستان قرار دارد و مادهٔ معدنی موجود در آن، کرومیت است.سنگ میزبان این اندیس پریدوتیت آلتره است و دیرینگی آن به دوران کرتاسه بالایی می‌رسد. 